# Powiat łucki
Powiat łucki – dawny powiat województwa wołyńskiego Wielkiego Księstwa Litewskiego, następnie Korony Królestwa Polskiego w Rzeczypospolitej Obojga Narodów, po rozbiorach w guberni wołyńskiej, później pod Zarządem Cywilnym Ziem Wschodnich w Okręgu Wołyńskim, od 17 stycznia 1920 r. pod Zarządem Cywilnym Ziem Wołynia i Frontu Podolskiego. 1 czerwca 1920 r. przekazany Rządowi Rzeczypospolitej Polskiej. 12 grudnia 1920 r. pod Zarządem Terenów Przyfrontowych i Etapowych z powiatu wyłączono gminy: Bereźnica, Włodzimierzec, Horodziec, Rafałówka i Bielska Wola i przyłączono do powiatu sarneńskiego. 19 lutego 1921 r. wszedł w skład nowo utworzonego województwa wołyńskiego II Rzeczypospolitej. Jego siedzibą było miasto Łuck. W skład powiatu wchodziło 13 gmin wiejskich, 3 miejskie, 446 gromad wiejskich (sołectw) i 3 miasta.

## Dane
Powiat łucki zajmował centralną część województwa wołyńskiego i graniczył: od zachodu z powiatem kowelskim i horochowskim, od północy z powiatem sarneńskim, od wschodu z powiatem kostopolskim i rówieńskim, od południa z powiatem dubieńskim.
Powierzchnia powiatu wynosiła 4.767 km², a ludność – 290,8 tys. osób (według spisu z 1931 r.), a więc dawała wskaźnik zamieszkania 61 osób na 1 km².
Powiat w większości zamieszkany był przez ludność ukraińską liczącą 172,1 tys. osób (59,2%). Drugą narodowością pod względem ilościowym byli tam Polacy w liczbie 56,4 tys. osób (19,4%), poza tym to Żydzi i inne nieliczne grupy narodowościowe.
Według drugiego powszechnego spisu ludności z 1931 roku powiat liczył 290 805 mieszkańców, 55 802 było rzymskokatolickiego wyznania, 916 – unickiego, 176 461 – prawosławnego wyznania, 15 997 – augsburskiego, 840 – reformowanego, 12 – unijne ewangelickie, 2 133 osób podało wyznanie ewangelickie bez bliższego określenia, 4 110 – inne chrześcijańskie, 34 354 – mojżeszowe, 55 – inne niechrześcijańskie, 64 osób nie podało przynależności konfesyjnej.

## Podział administracyjny

### Gminy
- gmina Czaruków
- gmina Kiwerce
- gmina Kniahininek
- gmina Kołki
- gmina Łuck (miejska)
- gmina Nowy Czartorysk
- gmina Ołyka (miejska) (od 1925)[6]
- gmina Ołyka (siedziba: Turczyn) (od 1925)[6]
- gmina Poddębce
- gmina Połonka
- gmina Rożyszcze (miejska)
- gmina Rożyszcze
- gmina Silno
- gmina Szczurzyn (siedziba: Berezołupy Wielkie)
- gmina Torczyn
- gmina Trościaniec

### Miasta
- Łuck
- Ołyka (od 1925)[6]
- Rożyszcze

## Starostowie
- Radosław Spława-Neyman (1920-)[7]
- Tadeusz Podoski (-1923)[8]
- Czesław Gajzler (19 stycznia 1924 –)[9]
- Jerzy Bonkowicz-Sittauer (1929-1932)[10][11]
- Zygmunt Szacherski (1933[12], 1934[13])
- Jan Kościołek (1936-1938)[14]

## Wzmianka z roku 1884
Powiat łucki graniczy na płn. z pow. pińskim, na wsch. i płd.-wsch. z pow. rowieńskim i dubieńskim, na zach. z pow. włodzimierskim i kowelskim. Rozległość powiatu wynosi 6626 w. kw., czyli 580,88Q dzies., z których było w 1872 r.: pod zabudowaniami, ogrodami, drogami, wygonami 9,045. dz., pod rolą 241,000 dz., pod lasem 232,900 dz., pod błotami i stawami 57,225 dz. Powiat posiada pokłady rudy żelaznej, dobrego gatunku, ale ta dotąd wyzyskiwana, nie była. Przemysł fabryczny mało rozwinięty i z wyjątkiem gorzelnictwa, do drobniejszego winien być zaliczony; trudni się nim wyłącznie prawie ludność starozakonna, z wyjątkiem sukiennictwa, którem się zajmują, emigranci Niemcy w m. Rożyszczach osiedli.
Przemysł fabryczny pow. łuckiego w 1880 r. przedstawiał się jak następuje: gorzelni 10, rob. 77, prod. 158,700 rs.; browarów 5, rob. 25, prod. 15,600 rs.; olejarni 2, rob. 2, prod. 900 rs.; świec. łojowych 3, rob. 4, prod. 1,500 rs.; smoły i terpentyny 7, rob. 26, prod. 10,400 rs.; garbarni 38, rob. 36, prod. 6,140 rs.; tytuniu 2, rob. 12, prod. 12,000rs.; snkna 37, rob. 130, prod. 380,000 rs.; cegielni 5, rob. 15, prod. 1,200; wapna 4, rob. 4, prod. 350 rs.; farbiernia 1, rob. 1, prod. 150; fabr. posadzki drewnianej 1, robotno i prod. niewiadoma.; razem fabryk 105, robotno 332, produkcya 587,040 rs.
Mieszkańców było 1866 r. 107,132” w 1881 zaś 159,860 (w Łucku 11,464); w r. 1879 było 15,945 żydów. Dzieli się powiat na 4 okręgi policyjne (stany): Kołki, Różyszcze (dawn. Karasino), Torczyn i Włodzimierzec, gmin 16, miejscowości osiadłych 344. Główne dorzecza: Horynia, Stochodu i Styru. Marszałkami powiatu byli w epoce 1807-1825 Kossowski, Majewski, Lipski, Podhorodeński.